# Claude Balbastre
Claude Balbastre (8. prosince 1724 Dijon – 9. května 1799 Paříž) byl francouzský hudební skladatel, varhaník, cembalista a klavírista. Patřil mezi nejslavnější hudebníky své doby.

## Život
Narodil se 8. prosince 1724 v Dijonu. O jeho přesném datumu narození se vedly dlouholeté spory.
Jeho otec Bénigne byl kostelní varhaník a měl ze dvou manželství 18 dětí. Claude byl jeho šestnácté dítě. Tři z jeho bratrů se rovněž jmenovali Claude. Často bývá zaměňován se svým mladším bratrem Claudem-Bénignem Balbastrem. První hudební lekce dostával od svého otce a později se stal žákem Clauda Rameaua, mladšího bratra francouzského hudebníka Jeana-Philippa Rameaua.
V roce 1750 se usadil v Paříži, kde studoval u Pierra Févriera, jehož vystřídal na postu varhaníka v kostele Saint Roch. Po usazení ve městě mu velmi pomáhal Jean-Philippe Rameau. Tím se rychle dostal do pařížských hudebních kruhů a vyšší společnosti. Následně se stal varhaníkem katedrály Notre-Dame a královské kaple, kde vyučoval královnu Marii-Antoinettu. Byl také varhaníkem hraběte Ludvíka-Stanislava-Xaviera, který se později stal francouzským králem Ludvíkem XVIII. Pařížský arcibiskup Christophe de Beaumont mu zakazoval hrát při některých bohoslužbách v kostele Saint Roch, protože kostely byly vždy přeplněné.
V roce 1763 se oženil s Marií-Geneviève Hotteterrovou, dcerou Jacquese Hotteterra. Během Francouzské revoluce mohlo Balbastrovo spojení se šlechtou a královským dvorem ohrozit jeho život, ale on se přizpůsobil nové politické situaci a hrál na varhany revoluční hymny a písně. Přišel však o své úřední funkce a dočasně i o penzi.
Zemřel 9. května 1799 v Paříži. Bylo mu 74 let.